# Marcel Van Houtte
Pour les articles homonymes, voir Van Houtte.
Marcel Van Houtte, né le 11 mai 1914 à Tielt et mort le 30 juin 2001 dans la même ville, est un coureur cycliste belge, professionnel entre 1936 et 1948.

## Palmarès
- 1936
  - Tour des Flandres des indépendants
  - 7e étape du Tour de Belgique indépendants
- 1937
  - À travers les Hauts-de-France
  - G.P de la Somme
  - 2e de Paris-Boulogne-sur-Mer
  - 3e de Paris-Valenciennes
  - 5e de la Flèche wallonne
- 1938
  - G.P de la Somme
  - 3e de Paris-Roubaix
  - 3e du G.P de la Somme
- 1946
  - 3e du Circuit des régions frontalières

## Résultats sur les grands tours

### Tour d'Italie
1 participation :
- 1939 : 48e au Classement général